# Königshaus am Schachen

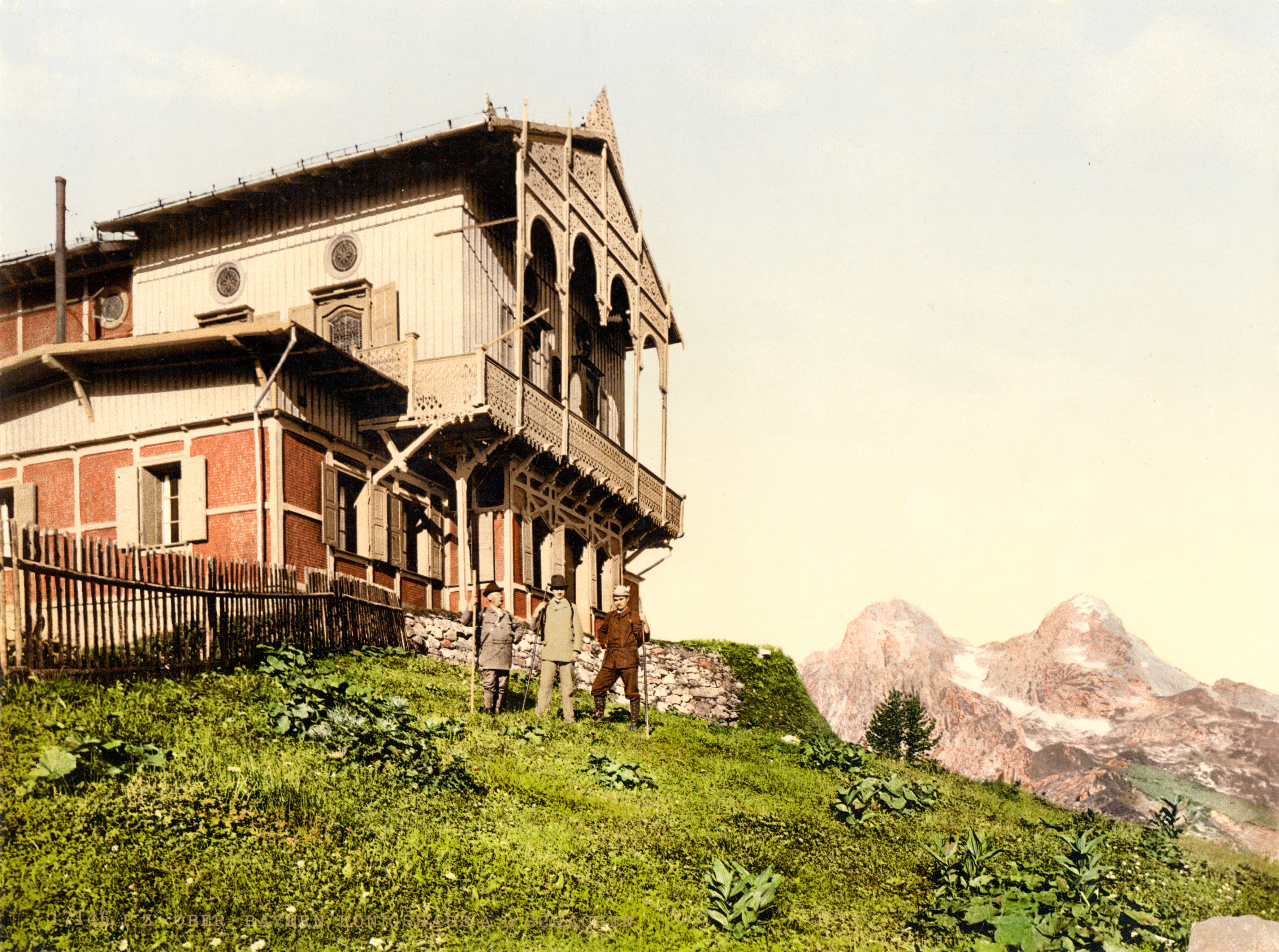
Historische Aufnahme von 1895

Das Königshaus am Schachen liegt 1866 m ü. NN hoch am Berg Schachen südlich von Garmisch-Partenkirchen im Wettersteingebirge. König Ludwig II. von Bayern ließ das Schlösschen in der Zeit von 1869 bis 1872 nach Plänen von Georg Dollmann als Ständerbau im Schweizer Chaletstil aus Holz errichten. Oftmals wird für das Gebäude auch der Begriff „Jagdschloss“ verwendet, obwohl Ludwig II. nichts von der Jagd hielt. Im Jahre 2025 wurde das Königshaus am Schachen als Teil der Schlösser König Ludwigs II. von Bayern zum UNESCO-Welterbe ernannt.

## Baubeschreibung

### Außenansicht
Das Königshaus steht unter Denkmalschutz und ist mit der Ausstattung unter der Aktennummer D-1-80-117-277 in die Bayerische Denkmalliste eingetragen:
„Zweigeschossiger Holzständerbau im Schweizerhausstil mit Flachsatteldach, erdgeschossigen seitlichen Anbauten, Lauben und Aussägearbeiten, von Georg Dollmann für König Ludwig II., 1869–71.“
Mit seinen hölzernen Fensterläden und kunstgesägten Balkongeländern wirkt das Königshaus, verglichen mit anderen Bauten Ludwigs, von außen eher bescheiden.

### Innenraum

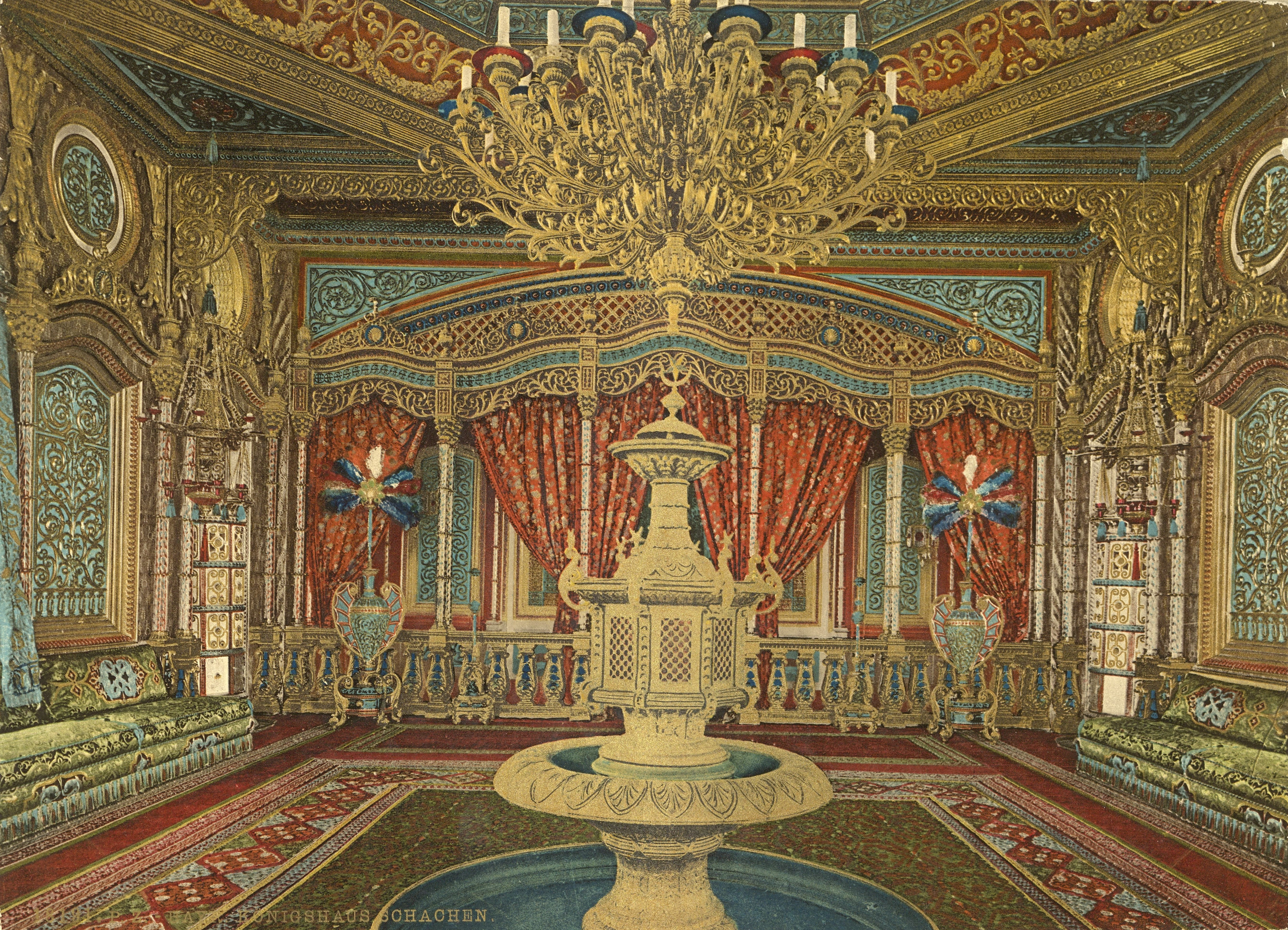
Türkischer Saal (1870)

Während die mit Zirbelholz verkleideten Räume (Wohnraum, Arbeitszimmer, Schlafzimmer, Toilette) im Parterre relativ schlicht gehalten sind, befindet sich im Obergeschoss das Türkische Zimmer, ein Prunksaal im maurischen Stil, den der König nach dem Vorbild eines Palastes in Eyüp bei Istanbul gestalten ließ. Kostbare orientalische Pracht entfaltet sich hier; ein Springbrunnen plätschert, edle Teppiche bedecken den Boden, vergoldete Schnitzereien, Pfauenfedern, luxuriöse Diwane, emaillierte Vasen, prunkvolle Lüster und farbige Glasfenster verbreiten eine Atmosphäre von Tausendundeiner Nacht, in der sich der König als Sultan, Scheich und Emir fühlen konnte. Im Königshaus auf dem Schachen verbrachte Ludwig II. mehrmals seinen Namens- und Geburtstag, den 25. August. Heute versammeln sich zu diesem Anlass jedes Jahr Königstreue, Gläubige und Wanderer zu einer traditionellen Bergmesse.

### Wirtschaftsgebäude

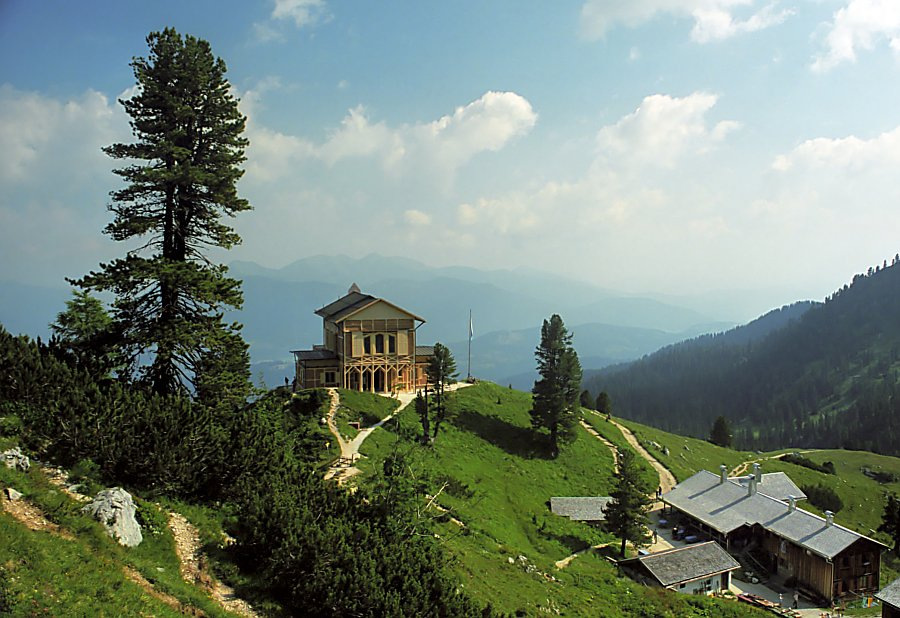
Königshaus mit den ehemaligen Wirtschaftsgebäuden

Die ehemaligen Wirtschaftsgebäude sind heute eine Berghütte, das Schachenhaus.

## Alpengarten
Unterhalb des Schlösschens befindet sich ein botanischer Alpengarten, der 1901 angelegt wurde. Er ist eine Außenstelle des Botanischen Gartens München und enthält über 1000 Gebirgspflanzen aus allen Gebirgen der Welt, von den Alpen bis zum Himalaya.

## Lage
Das Schloss ist über einen Fahrweg von Schloss Elmau (gesperrter Forstweg) – heute als Königsweg bezeichnet – zu erreichen, auf dem sich König Ludwig II. mit Pferdekutsche oder Pferdeschlitten hinauf fahren ließ. Heute ist das Königshaus für Touristen nur zu Fuß (ca. 6–7 Stunden Gehzeit für Auf- und Abstieg) erreichbar.
Ungefähr auf halber Strecke des Königswegs zwischen Schloss Elmau und dem Königshaus befindet sich die Wettersteinalm, weiter oben, 200 Höhenmeter unterhalb des Schlosses der Schachensee.

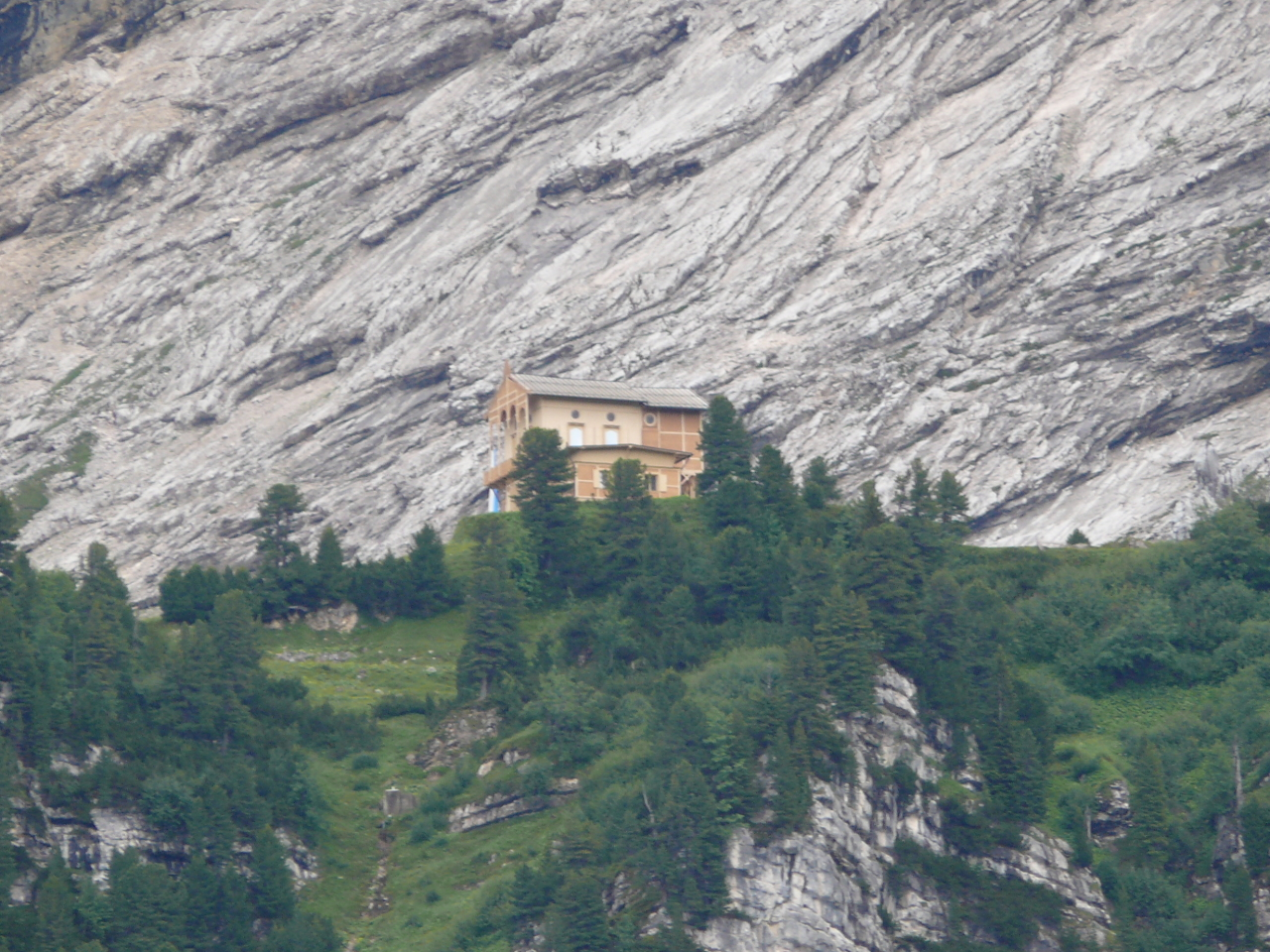
Königshaus Schachen von der Bockhütte im Reintal aus gesehen.
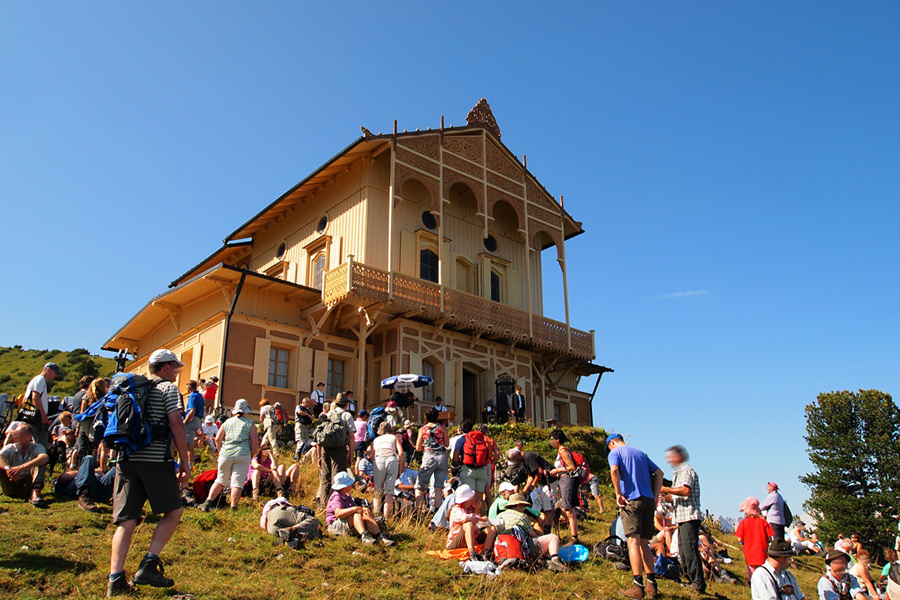
Bergmesse am Schachen (alljährlich am 25. August)

## Felix Dahn besucht Ludwig II. im Königshaus
In seinen Berg-Refugien, also auch im Königshaus am Schachen, empfing Ludwig höchst selten Besucher. Als Felix Dahn im August oder September 1873 in Partenkirchen weilte, lud der König ihn jedoch ein. Sie führten ein fast sechsstündiges politisches Gespräch. Ludwigs Abwendung von der Welt kam in seinen Äußerungen noch viel stärker zum Ausdruck als in dem, was er sechs Jahre vorher vom Altlacher Hochkopf (also einem anderen Refugium in den Bergen) an Richard Wagner geschrieben hatte. Er brachte nun – jedenfalls nach Dahns Bericht – seine Abneigung, ja seinen Hass auf fast alle politischen Personen überaus leidenschaftlich zum Ausdruck; am größten (so Dahn) war Ludwigs Hass auf den Kronprinzen Friedrich Wilhelm, den späteren Kaiser Friedrich III.
Der Hass auf die bayerischen und Münchner Politiker beruhte weitgehend auf deren Gegnerschaft zu Richard Wagner; diese Kreise hatten ja unter anderem den Plan eines Festspielhauses auf dem Münchner Isar-Hochufer vereitelt. „Und nun baute der Meister aus eigner Kraft die Bretterbude zu Bayreuth!“
Über die Verabschiedung durch Ludwig („Leben Sie glücklich!“) schreibt Dahn, dass der König „meinen schroffen Widerspruch gegen seine Lieblingsgedanken echt königlich aufgenommen“ habe.